# Itó Kanako (labdarúgó)
Itó Kanako (伊藤 香菜子; Hepburn: Itō Kanako) (Tokió, 1983. július 20. –) japán válogatott labdarúgó.

## Klub
A labdarúgást a Nippon TV Beleza csapatában kezdte. 163 bajnoki mérkőzésen lépett pályára és 59 gólt szerzett (1999–2008 és 2010–2012). 2013 óta a Chifure AS Elfen Saitama, az INAC Kobe Leonessa és a Nippon Sport Science University Fields Yokohama csapatában játszott.

## Nemzeti válogatott
A japán U20-as válogatott tagjaként részt vett a 2002-es U19-es világbajnokságon.
2001-ben debütált a japán válogatottban. A japán válogatott tagjaként részt vett a 2001-es Ázsia-kupán. A japán válogatottban 13 mérkőzést játszott.

## Statisztika
| Japán válogatott | Japán válogatott | Japán válogatott |
| Időszak          | Mérk.            | gól              |
| ---------------- | ---------------- | ---------------- |
| 2001             | 6                | 2                |
| 2002             | 3                | 0                |
| 2003             | 0                | 0                |
| 2004             | 0                | 0                |
| 2005             | 0                | 0                |
| 2006             | 0                | 0                |
| 2007             | 1                | 1                |
| 2008             | 0                | 0                |
| 2009             | 0                | 0                |
| 2010             | 0                | 0                |
| 2011             | 0                | 0                |
| 2012             | 3                | 0                |
| Összesen         | 13               | 3                |

## Sikerei, díjai
Japán válogatott
- Ázsia-kupa:  Ezüst; 2001

Klub
- Japán bajnokság: 2000, 2001, 2002, 2005, 2006, 2007, 2008, 2010

Egyéni
- Az év Japán csapatában: 2001, 2002